# 흥도초등학교 (대전)
흥도초등학교는 대한민국 대전광역시 유성구 원신흥동에 있는 공립 초등학교이다.

## 학교 소개
'흥도'라는 이름은 흥(興)의 길(道)이라는 뜻이다. 1965년에 건립되었으며, 2층 콘크리트 건물이였다. 2012년 이전까지는 학생들이 별로 없다가, 도안신도시가 건설되면서 학생들이 늘어나면서 2012년 재개교했다.
재개교 후 첫 교장은 김병구, 교감은 오병숙, 두 번째 교장은 여양구, 교감은 변판선이다.

## 학교 연혁
- 1963년 5월 1일 유성국민학교 흥도분교장 개교
- 1965년 10월 2일 흥도국민학교 승격 (5학급 편성)
- 1983년 2월 15일 대전시 편입
- 1987년 3월 11일 병설유치원 개원
- 1988년 11월 21일 8개 교실 증축
- 1990년 11월 26일 창고, 화장실 증축
- 1991년 12월 16일 숙직실 개축
- 1996년 3월 1일 교명 변경(흥도초등학교)
- 1998년 1월 13일 급식실 준공
- 2004년 1월 10일 다목적실 및 교실 증축
- 2012년 1월 30일 증개축(초등 24학급, 특수 1개 학급, 병설유치원 1학급)
- 2013년 2월 19일 제47회 졸업(누계1859명)
- 2014년 2월 19일 24학급(병설유치원2학급)
- 2014년 3월 1일 24학급(병설유치원2학급)
- 2015년 2월 13일 제49회 졸업(2004명)
- 2015년 3월 1일 26학급(병설유치원2학급)
- 2016년 3월 1일 30학급 (병설유치원 2학급)
- 2017년 2월 15일 제51회 졸업
- 2017년 3월 1일 32학급(병설유치원 2학급)
- 2022년 2월 16일 제56회 졸업

## 참고 자료
- 흥도초등학교 - 한국교육학술정보원 학교알리미